# 胡佛 (阿拉巴马州)
胡佛（英語：Hoover）是位于美国亚拉巴马州杰斐逊县和谢尔比县的一座城市，面积113平方公里，是伯明翰都會區的一部份。根据美国2000年人口普查，共有62,742人，其中白人占87.66%、非裔美国人占6.77%、亚裔美国人占2.89%。